# إدي أرنولد (لاعب جمباز فني)
إدي أرنولد (بالإنجليزية: Eddie Arnold) هو لاعب جمباز فني بريطاني، ولد في 20 نوفمبر 1949، وتوفي في 2000.

## وصلات خارجية
- إدي أرنولد على موقع أوليمبيديا (الإنجليزية)
- إدي أرنولد على موقع اللجنة الأولمبية البريطانية (الإنجليزية)